# Francis MacNutt
Francis Macnutt, nacido Francis Scott MacNutt (San Luis, Misuri; 22 de abril de 1925-Jacksonville, Florida; 12 de enero de 2020),  fue un Ph.D. (doctor en filosofía), ministro de sanación, y sacerdote estadounidense. Reducido al estado laical por dispensa eclesiástica, fue el autor de libros católicos  sobre las dimensiones curativas de la experiencia pentecostal. 

## Biografía
Creció en San Luis, Misuri. Diez días antes de entrar a la Escuela Médica de la Universidad de Washington, fue llamado por el Ejército de los Estados Unidos y asignado como cirujano a su Cuerpo Médico durante la Segunda Guerra Mundial.
Tras licenciarse en el ejército, estudió en la Universidad de Harvard y luego en el Departamento de Teatro de la Universidad Católica de América en Washington D. C. compartiendo clases con Ed McMann. Fue en la Universidad Católica cuando tras la lectura del libro de Thomas Merton, la Montaña de los Siete Círculos, decidió entrar al seminario.
En 1950, ingresó a la Orden de los Dominicos (la Orden de Predicadores) y fue ordenado sacerdote en 1956, se dedicó a la predicación y a la enseñanza de seminaristas durante siete años.
El contacto de MacNutt con el fenómeno de las curaciones por fe se dio primero a través de su visita al Seminario Presbiteriano de Dubuque, en donde el pastor episcopal Alfred Price estaba hablando, y posteriormente, en 1966, en la convención anual de la Asociación de Oratoria de América. Allí conoció a la señora Jo Kimmel, que estaba involucrada en el ministerio de sanación o curación por la fe. A través del contacto con Kimmel, conoció a Agnes Sanford y Tommy Tyson, ministro metodista y líder en el movimiento carismático, en un Campamento de Fe y Oración en Maryville, Tennessee en 1967. Ambos fueron influencias claves para la iniciación y práctica del ministerio de sanidad de MacNutt. Como un joven sacerdote católico, fue prominente en la renovación carismática católica en los años 60 y 70.
A inicios de los años 70 viajó como promotor del neopentecostalismo por varios países del mundo como Nigeria, Japón, Irlanda, Australia y también a América Latina, acompañado de ministros protestantes, como el pastor Tyson, Ruth Carter Stapleton (hermana de Jimmy Carter) y la enfermera católica Barbara Shlemon para compartir su experiencia, como a México, Perú, Costa Rica, Chile,  Colombia y Venezuela.
Visitó Bogotá, Colombia y Caracas,Venezuela, en 1973 como difusor del movimiento carismático, iniciando la primera reunión de líderes carismáticos católicos regional, con veintitrés personas de ocho países ese año. Desde entonces, esas reuniones continentales se han seguido celebrando y creciendo en asistencia con el nombre de ECCLA (Encuentro Carismático Católico Latinoamericano).
Renunció a la orden dominica para poderse casar con Judith en 1980, y se establecieron en Clearwater, Florida, en donde fundaron Christian Healing Ministries aquel mismo año. Desde el mismo principio de su matrimonio, Francis y Judith viajaron ampliamente, hablando y ministrando juntos. En 1987, a invitación de la diócesis episcopal de Florida, se mudaron a Jacksonville (Florida), y expandieron Christian Healing Ministries hasta convertirlo en un centro de sanación para los ministerios de oración y enseñanza.
Asistió como experto el 2001 al Primer Coloquio sobre las Oraciones de Sanación en el Vaticano, donde se congregaron jerarcas, ministros de sanación y teólogos de la Iglesia católica para intercambiar juicios y opiniones sobre el asunto.
Entre 2007 y 2008, fue ponente principal con su esposa Judith en un evento de preparación para ministros de sanación de todo el mundo en la Renovación Carismática Católica o Escuela de Oración de Sanación para Líderes. El movimiento carismático católico cuenta con 116 millones de personas impactadas por este en todo el mundo, y 73 millones de éstas se encuentran en América Latina.
Falleció el 12 de enero de 2020 en Jacksonville (Florida) tras una breve enfermedad a los noventa y cuatro años.

## Obras
Algunas de sus obras:
- Healing (1999). ISBN 978-0-87793-676-3
- Deliverance from Evil Spirits: A Practical Manual (2001). ISBN 978-0-8007-9460-6
- The Healing Reawakening: Reclaiming Our Lost Inheritance (2006). ISBN 978-0-8007-9414-9
- The Power to Heal (1992). ISBN 978-0-87793-133-1
- Overcome by the Spirit (1990). ISBN 978-0-8007-9170-4
- The Prayer That Heals (2005). ISBN 978-1-59471-055-1. Hay una edición en español publicada por Editorial San Pablo con ISBN 958-692-818-7.
- Praying for Your Unborn Child (1989). ISBN 978-0-385-23282-1
- The Practice of Healing Prayer (2010). ISBN 978-1-59325-140-6